# Groeve Banholtergrubbe

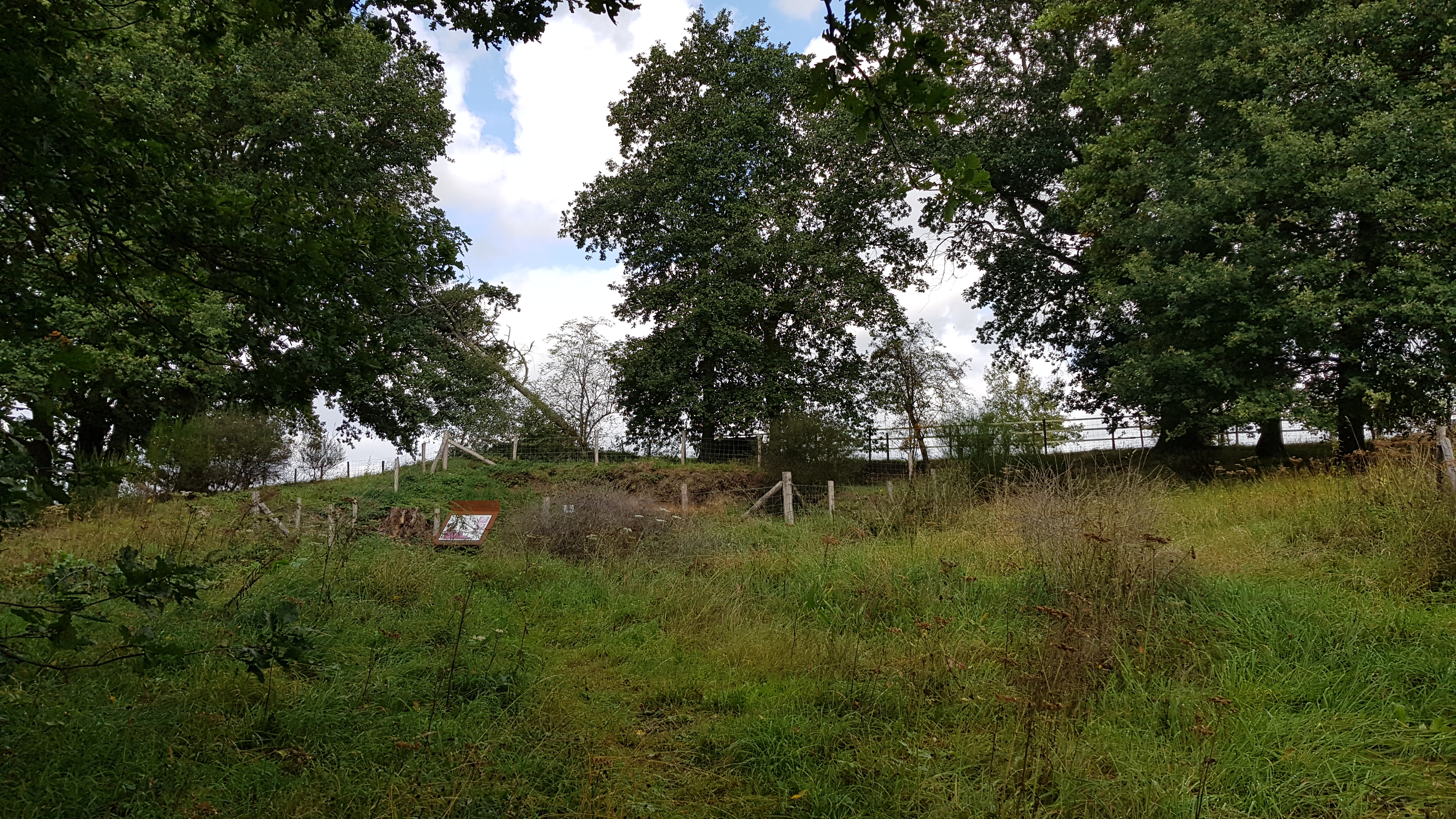
Geologisch monument Groeve Banholtergrubbe

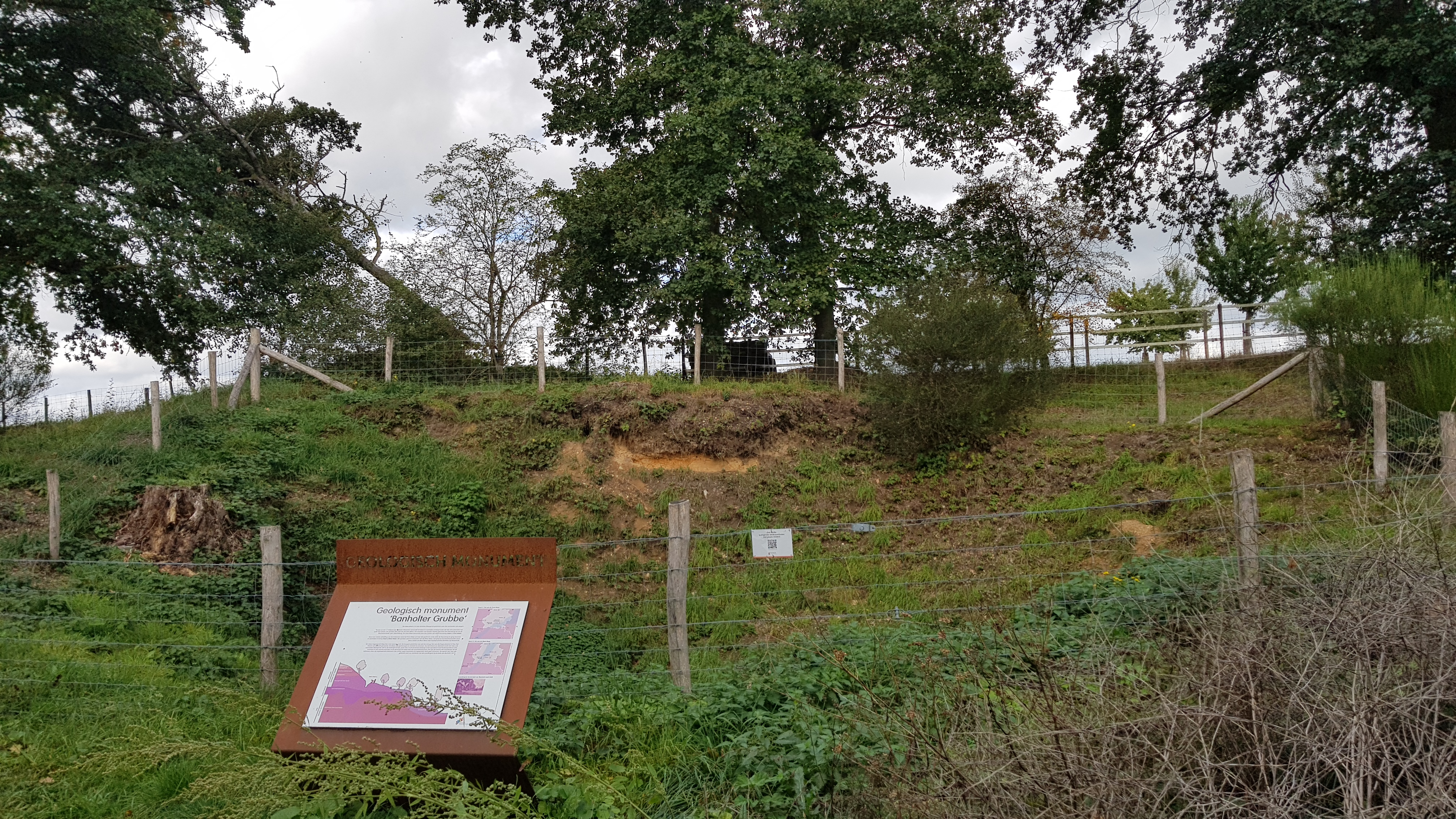

De Groeve Banholtergrubbe is een groeve en geologisch monument in Nederlands Zuid-Limburg in de gemeente Eijsden-Margraten. De dagbouwgroeve ligt ten westen van Banholt. De groeve ligt midden op de hoogte van de Banholterheide op het Plateau van Margraten.

## Geologie
In de periode van het jongste deel van het Tertiair tot in het Kwartair stroomde hier in het gebied de Oostmaas. Het dal van deze rivier liep van Luik noordwaarts richting Eijsden, alwaar het rivierdal naar het oosten afboog en via Noorbeek, Epen, Reijmerstok, Gulpen, Bocholtz en Kerkrade naar Düren liep om daar in de Rijn uit te monden. Ten noorden van dit Maasdal lag een heuvelrug vanaf het Belgische Hallembaye, via Banholt, De Hut en Baneheide naar Ubachsberg. Voor deze heuvels worden verschillende namen gebruikt: in het zuidwesten Eiland van Hallembaye, ter hoogte van Banholt Eiland van Banholt, verder naar het noordoosten wordt de aanduiding Eiland van Ubachsberg gebruikt. Ten zuiden van het Maasdal lag er een Tertiaire Ardennen schiervlakte die aan de noordzijde werd begrensd op de lijn van Luik, via De Plank, Bovenste Bosch naar de noordrand van het Vijlenerbos.
In het Pleistoceen (Tiglien) werd tijdens een warme periode veel kalksteen in de bodem opgelost, waarvan een pakket vuursteeneluvium achter bleef. De Maas slaagde er toen in om door de noordelijke heuvelrug heen te breken. Slechts een deel van die heuvelrug resteert heden ten dage nog en vormt aldaar een markant landschapselement. De groeve ligt op een restant van die heuvelrug.
In de groeve is het Laagpakket van Kosberg uit de Formatie van Beegden ontsloten. Deze afzettingen zijn de oudste afzettingen van de Maas die er in Zuid-Limburg ontsloten worden. Het betreft en grof pakket aan Maasgrind, dat als gevolg van oplossing van onderliggend kalksteen een onregelmatig verloop heeft. In de groeve werd vroeger Maasgrind en vuursteeneluvium gewonnen om wegen mee te verharden. In de groeve is een opvallend rood gekleurd bodemprofiel zichtbaar wat zijn oorsprong vindt in een langdurige warme periode.
Tijdens de ontginning van de groeve ontdekte men met het afgraven van het vuursteenpakket prehistorische vuursteenwerkplaatsen.